# Taj Burrow
Taj Burrow (ur. 2 czerwca 1978 w Busselton) to australijski surfer. 
Zaczął surfować mając zaledwie siedem lat. Później wygrał wiele zawodów i stał się rozpoznawalny na całym świecie. Został profesjonalistą w 1998, jednak nigdy nie zdobył tytułu mistrza świata. Taj aktualnie mieszka w Douarnenez, we Francji. Napisał książkę Taj Burrow's Guide to Hot Surfing, która na całym świecie została sprzedana w 30000 egzemplarzy.